# КК Туров Згожелец
КК Туров Згожелец (пољ. Turów Zgorzelec) је пољски кошаркашки клуб из Згожелеца. У сезони 2016/17. такмичи се у Првој лиги Пољске.

## Историја
Клуб је основан 1948. године, али је тек 1964. формирана кошаркашка секција. Први пут је у највишем степену такмичења заиграо 1978. године, али је ту провео само једну сезону. Наредних 25 година играо је у нижим лигама, да би се 2004. вратио у елитни ранг. Играо је укупно 7 финала пољског првенства, а из једног од њих је изашао као победник (сезона 2013/14.) и тако освојио прву титулу у историји клуба. У два наврата био је финалиста националног купа.
На међународној сцени дебитовао је у сезони 2007/08. учешћем у Еврокупу и том приликом стигао до четвртфинала, што је и остао највећи успех овог клуба у Европи. Од 2012. године учесник је регионалне ВТБ лиге, а у првој сезони такмичење је завршио у групној фази.

## Успеси
| Такмичење                | Такмичење                | Број                     | Година                              |                          |                          |
| Национално првенство - 1 | Национално првенство - 1 | Национално првенство - 1 | Национално првенство - 1            | Национално првенство - 1 | Национално првенство - 1 |
| ------------------------ | ------------------------ | ------------------------ | ----------------------------------- | ------------------------ | ------------------------ |
| Прва лига Пољске         | Првак                    | 1                        | 2014.                               |                          |                          |
| Прва лига Пољске         | Други                    | 6                        | 2007, 2008, 2009, 2011, 2013, 2015. |                          |                          |
| Национални куп - 0       |                          |                          |                                     |                          |                          |
| Куп Пољске               | Победник                 | -                        | -                                   |                          |                          |
| Куп Пољске               | Финалиста                | 2                        | 2010, 2014.                         |                          |                          |

## Познатији играчи
- Вукашин Алексић
- Марко Бркић
- Иван Жигерановић
- Немања Јарамаз
- Иван Кољевић
- Дејвид Логан
- Урош Николић
- Јован Новак
- Мајк Тејлор
- Тори Томас
- Марко Шћекић

## Познатији тренери
- Саша Обрадовић
- Миодраг Рајковић